# Голландская болезнь
«Голландская болезнь» (эффект Гронингена) — негативный эффект, оказываемый влиянием укрепления реального курса национальной валюты, в результате бума в отдельном секторе экономики, на экономическое развитие. Теоретически причина бума не имеет значения, но на практике эффект, как правило, связан с открытием месторождений полезных ископаемых или ростом цен на экспорт добывающих отраслей.

## Описание
Термин «Голландская болезнь» был введен журналом «The Economist» в 1977 году. Эффект получил своё название от Гронингенского газового месторождения, открытого в 1959 г. на севере Нидерландов. Быстрый рост экспорта газа вследствие освоения месторождения привёл к увеличению инфляции и безработицы, падению экспорта продукции обрабатывающей промышленности и темпов роста доходов в 70-х гг. Рост цен на нефть в середине 70-х и начале 80-х гг. вызвал подобный эффект в Саудовской Аравии, Нигерии, Мексике.
Резкое увеличение экспортных доходов за счет добывающего сектора экономики ведет к дополнительному притоку иностранной валюты в страну, что, в свою очередь, приводит к укреплению национальной валюты. Укрепление национальной валюты снижает конкурентоспособность продукции обрабатывающих отраслей, что ведет к сокращению выпуска и экспорта данной продукции и может привести к росту безработицы. При этом увеличивается импорт, снижается чистый экспорт и, в конечном итоге, валовой внутренний продукт.
Кроме того, резкий рост доходов создает дополнительный спрос как на «торгуемые» (те, которые можно экспортировать или импортировать), так и на неторгуемые товары (те, которые экспортировать нельзя — например, недвижимость). Поскольку торгуемые товары участвуют в международной конкуренции, дополнительный спрос не оказывает сколько-нибудь существенного влияния на их цену (при условии, что страна является малой относительно мировой экономики). Однако цена неторгуемых товаров определяется равновесием на внутреннем рынке (равенством спроса и предложения). Поэтому резкое увеличение спроса на них ведет к росту цен (инфляции).
Увеличение доходов сервисного сектора, не конкурирующего с внешними производителями (производящего неторгуемые товары), стимулирует его рост. Этот эффект может некоторое время поддерживать рост ВВП, маскируя сокращение производства в обрабатывающих отраслях. Это означает, что одно из следствий «голландской болезни» — существенные отличия экономических условий для разных секторов экономики. Развитие сервисного сектора на фоне упадка обрабатывающих отраслей служит одним из признаков «голландской болезни».
В долгосрочной перспективе «голландская болезнь» приводит к перемещению ресурсов из обрабатывающего сектора в сырьевой и сервисный, которые создают меньшую величину добавленной стоимости. Кроме того, длительная зависимость экономики от экспорта природных ресурсов ослабляет стимулы для развития обрабатывающих отраслей и создания новых технологий.
В первую очередь деградируют и теряют позиции наиболее динамичные наукоемкие отрасли. Это связано с необходимостью для них постоянных масштабных инвестиций в обновление технологий и продукции. Падение рентабельности вследствие роста курса национальной валюты ведет к сокращению инвестиций, технологическому отставанию, и уходу с рынка. Традиционные отрасли, не нуждающиеся остро в обновлении технологий, могут продержаться значительно дольше.
Итак, приток капитала в страну увеличивает потребительский спрос, однако испытывающая давление «голландской болезни» промышленность не успевает за ростом доходов, что усиливает инфляцию. При том, что именно технический прогресс, а не накопление факторов производства, является источником долгосрочного роста.

## Минимизация
Для снижения негативных эффектов «голландской болезни» существует два способа: замедление укрепления реального курса национальной валюты и стимулирование конкурентоспособности отстающих секторов экономики.
Принудительное замедление укрепления реального курса национальной валюты предполагает стерилизацию экспортных доходов в зарубежных активах — средства накапливаются в стабилизационном фонде и не заводятся в страну. Также укрепления реального курса национальной валюты можно избежать, стимулируя накопления в экономике за счёт уменьшения налогов на прибыль и доходы.
Инвестиции в образование и инфраструктуру позволяют увеличить конкурентоспособность промышленного и аграрного секторов экономики. Другой подход — государственный протекционизм за счёт увеличения субсидий и повышения ввозных пошлин. Однако это может усугубить «голландскую болезнь» так как большой приток иностранных капиталов идет за счёт экспорта, а их расходование — за счёт импорта; введение ввозных пошлин искусственно снижает спрос на иностранную валюту, что приводит к укреплению реального курса национальной валюты.

## Россия

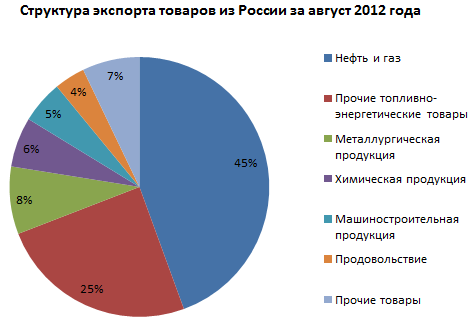
Структура экспорта товаров из России за август 2012 года. Две трети экспорта — энергоносители

С 2000 по 2008 г. реальный курс российского рубля вырос в 1,1 раза. Основной причиной роста был рост цен на энергоносители. Соответственно, в 2,4 раза подешевел конкурирующий импорт. За 6 лет с 2003 по 2008 г. средний рост ВВП составил около 7 %, доходы населения росли на 11 %, а импорт — на 30 % в год.
В 2003 году журнал «Эксперт» писал, что слишком сильная связь российского экономического роста с нефтяными ценами является заблуждением. Журнал привёл подсчёты Международного валютного фонда, согласно которым вклад нефтяных цен — это не более 40 % российского роста, а остальные 60 % — результат роста внутреннего рынка. По оценке Минэкономразвития, вклад нефтяных цен в рост ВВП России в 2007 году составил 1,4 процентных пункта из 8,1 %. При этом рост внутреннего рынка в РФ неизбежно связан с доходами от энергоносителей.
На наличие голландской болезни в России указал лауреат Нобелевской премии по экономике Эрик Маскин:

Это типичная ситуация так называемой голландской болезни: поскольку у вас есть хороший доход из одного источника, вы откладываете развитие других источников. Слишком просто, богатея на нефти, не утруждать себя заботами о чём-либо ещё. Именно это произошло в случае с Россией. Она не единственная, кто пострадал от чрезмерного количества нефти.— «Эрик Маскин: Россия талантлива и в силах изменить курс»